# Fontcouverte (Charente-Maritime)
Fontcouverte ist eine westfranzösische Gemeinde mit 2.313 Einwohnern (Stand: 1. Januar 2022) im Département Charente-Maritime in der Region Nouvelle-Aquitaine. Sie gehört zum Arrondissement Saintes und ist Mitglied im Gemeindeverband Saintes - Grandes Rives - L’Agglo. Die Einwohner werden Fontcouvertois und Fontcouvertoises genannt.
Der Ort liegt auf dem Pilgerweg (Via Turonensis) nach Santiago de Compostela.

## Geografie

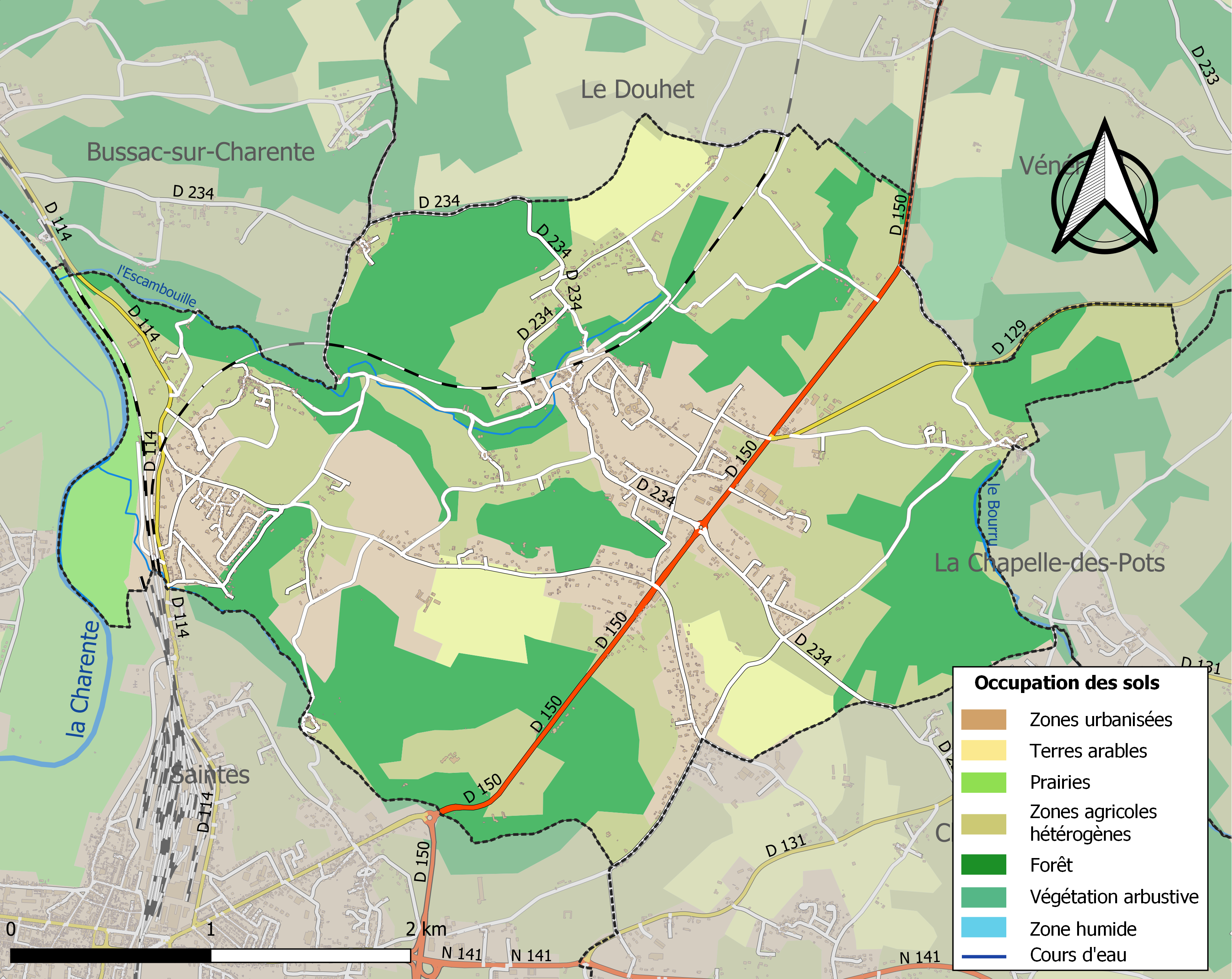
Bodennutzung, Hydrografie und Infrastruktur der Gemeinde (2018)

Fontcouverte liegt in der ehemaligen Provinz Saintonge, etwa 4,5 Kilometer nordöstlich von Saintes. Das Gebiet der Gemeinde wird von der Charente entwässert, an die sie im Westen auf einem Abschnitt von etwa zwei Kilometer Länge grenzt, und vom Escambouille, der im Gemeindegebiet entspringt, es durchquert und im äußersten Nordwesten in die Charente mündet. Das Gebiet von Fontcouverte ist Teil des Natura 2000-Schutzgebiets „Moyenne vallée de la Charente et Seugnes et Coran“ (FR5400472), des Natura 2000-Schutzgebiets „Vallée de la Charente moyenne et Seugnes“ (FR5412005) und von drei ZNIEFF-Naturgebieten. Knapp die Hälfte der Fläche der Gemeinde wird landwirtschaftlich genutzt, gut ein Drittel ist bewaldet.
Umgeben wird Fontcouverte von den Nachbargemeinden Le Douhet im Norden, Vénérand im Nordosten, La Chapelle-des-Pots im Osten, Chaniers im Südosten, Saintes im Süden und Westen sowie Bussac-sur-Charente im Nordwesten.

## Geschichte
Die Existenz einer Römerstraße wird durch Ausgrabungen bestätigt. Diese Straße verband Lyon über die Cevennen mit der Saintonge und Aquitanien. Als die Römer andererseits beschlossen, die Stadt Saintes mit Wasser zu versorgen, errichteten sie ihre erstes Wasserentnahme in Fontcouverte, ursprünglich Fons Copertus.
Durch Fontcouverte führt auch die Straße, die Saintes mit Saint-Jean-d’Angély verbindet. Diese Route wurde seit dem Mittelalter von Pilgern aus Nordeuropa und Frankreich genutzt, die nach Santiago de Compostela reisten.
Am 11. Juni 1911 wurde die Bahnstrecke von Saint-Jean-d’Angély nach Saujon über Saintes eröffnet mit einem Haltepunkt in Fontcouverte.

## Bevölkerungsentwicklung
| Fontcouverte: Einwohnerzahlen von 1793 bis 2020                                                                            | Fontcouverte: Einwohnerzahlen von 1793 bis 2020 | Fontcouverte: Einwohnerzahlen von 1793 bis 2020 | Fontcouverte: Einwohnerzahlen von 1793 bis 2020 | Fontcouverte: Einwohnerzahlen von 1793 bis 2020 |
| --- | ----------------------------------------------- | ----------------------------------------------- | ----------------------------------------------- | ----------------------------------------------- |
| Jahr |                                                 |                                                 |                                                 | Einwohner                                       |
| 1793 | 1793                                            |                                                 | 558                                             | 558                                             |
| 1800 | 1800                                            |                                                 | 600                                             | 600                                             |
| 1806 | 1806                                            |                                                 | 540                                             | 540                                             |
| 1821 | 1821                                            |                                                 | 609                                             | 609                                             |
| 1831 | 1831                                            |                                                 | 637                                             | 637                                             |
| 1836 | 1836                                            |                                                 | 635                                             | 635                                             |
| 1841 | 1841                                            |                                                 | 691                                             | 691                                             |
| 1846 | 1846                                            |                                                 | 669                                             | 669                                             |
| 1851 | 1851                                            |                                                 | 651                                             | 651                                             |
| 1856 | 1856                                            |                                                 | 642                                             | 642                                             |
| 1861 | 1861                                            |                                                 | 643                                             | 643                                             |
| 1866 | 1866                                            |                                                 | 589                                             | 589                                             |
| 1872 | 1872                                            |                                                 | 635                                             | 635                                             |
| 1876 | 1876                                            |                                                 | 641                                             | 641                                             |
| 1881 | 1881                                            |                                                 | 589                                             | 589                                             |
| 1886 | 1886                                            |                                                 | 606                                             | 606                                             |
| 1891 | 1891                                            |                                                 | 607                                             | 607                                             |
| 1896 | 1896                                            |                                                 | 609                                             | 609                                             |
| 1901 | 1901                                            |                                                 | 613                                             | 613                                             |
| 1906 | 1906                                            |                                                 | 1.184                                           | 1.184                                           |
| 1911 | 1911                                            |                                                 | 714                                             | 714                                             |
| 1921 | 1921                                            |                                                 | 623                                             | 623                                             |
| 1926 | 1926                                            |                                                 | 612                                             | 612                                             |
| 1931 | 1931                                            |                                                 | 621                                             | 621                                             |
| 1936 | 1936                                            |                                                 | 639                                             | 639                                             |
| 1946 | 1946                                            |                                                 | 721                                             | 721                                             |
| 1954 | 1954                                            |                                                 | 733                                             | 733                                             |
| 1962 | 1962                                            |                                                 | 711                                             | 711                                             |
| 1968 | 1968                                            |                                                 | 719                                             | 719                                             |
| 1975 | 1975                                            |                                                 | 1.106                                           | 1.106                                           |
| 1982 | 1982                                            |                                                 | 1.706                                           | 1.706                                           |
| 1990 | 1990                                            |                                                 | 1.962                                           | 1.962                                           |
| 1999 | 1999                                            |                                                 | 1.892                                           | 1.892                                           |
| 2006 | 2006                                            |                                                 | 2.082                                           | 2.082                                           |
| 2013 | 2013                                            |                                                 | 2.390                                           | 2.390                                           |
| 2020 | 2020                                            |                                                 | 2.317                                           | 2.317                                           |
| Quelle(n): EHESS/Cassini bis 1999, INSEE ab 2006 Anmerkung(en): Ab 1962 offizielle Zahlen ohne Einwohner mit Zweitwohnsitz |                                                 |                                                 |                                                 |                                                 |

## Sehenswürdigkeiten
- Reste des römischen Aquädukts, die das römische Mediolanum Santonum (heutiges Saintes) versorgte, seit 2014 als Monument historique klassifiziert
- Pfarrkirche Saint-Vivien, in der ersten Hälfte des 14. Jahrhunderts neu erbaut, Glockenturm Anfang des 17. Jahrhunderts
- Ehemaliges öffentliche Waschstelle (Lavoir)

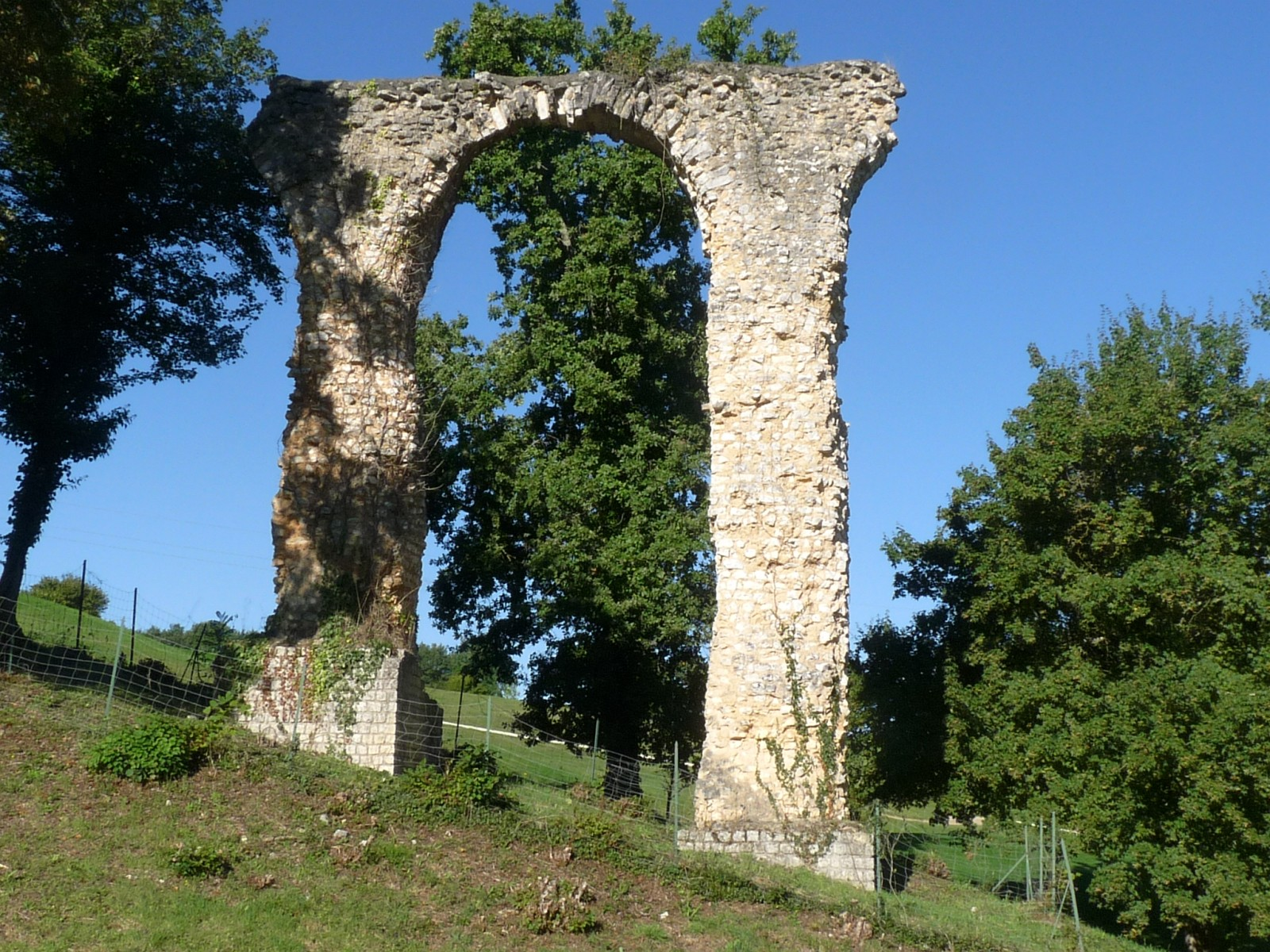
Reste des römischen Aquädukts
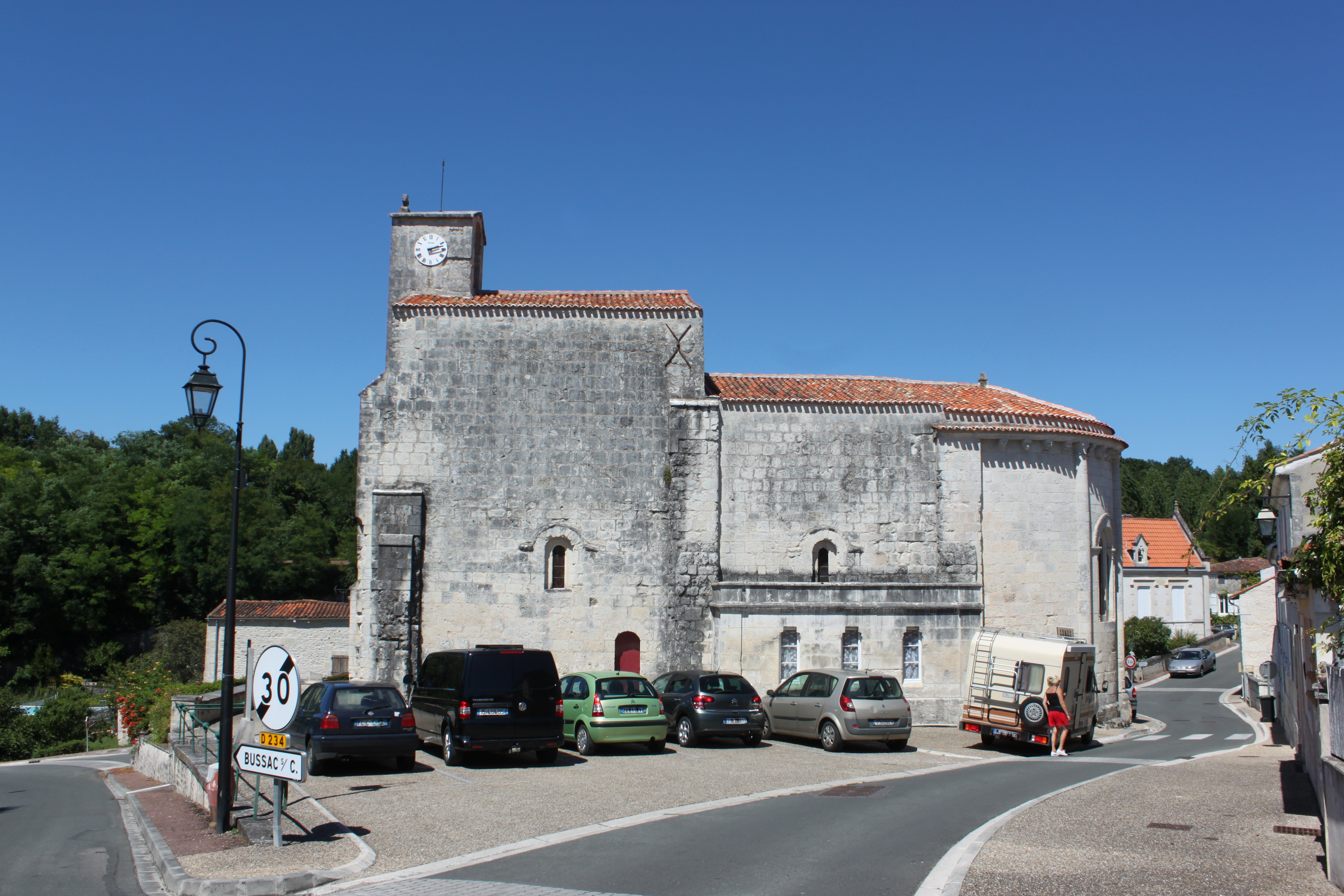
Pfarrkirche Saint-Vivien
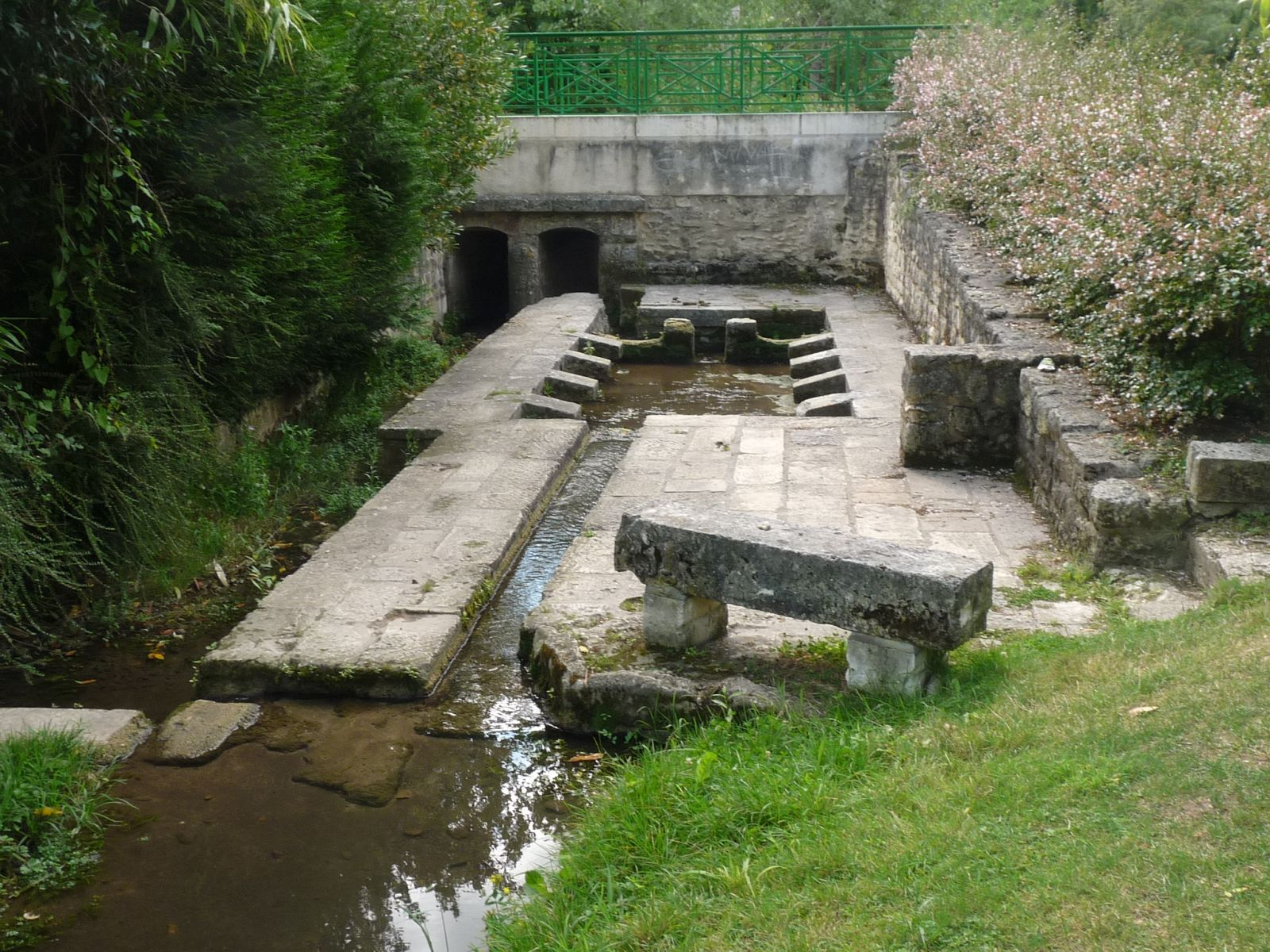
Lavoir

## Verkehr
Die Departementsstraße 150, die ehemalige Route nationale 150, durchquert das Gemeindegebiet und verbindet es mit Saint-Jean-d’Angély über Vénérand im Norden und mit Saintes im Süden.
Busse einer Linie der regionalen Transportgesellschaft bedienen eine Haltestelle in Fontcouverte und verbinden die Gemeinde mit Saintes und Saint-Jean-d’Angély.
Die Gemeinde liegt an der Bahnstrecke Chartres–Bordeaux, inzwischen ohne Haltepunkt.